# Ambiente operacional padrão
Um ambiente operacional padrão (AOP), do inglês Standard Operating Environment (SOE), é uma implementação padrão de um sistema operacional e seus softwares associados. Nomes e conceitos associados incluem:
- Ambiente Operacional Gerenciado[1]
- Ambiente Operacional Consistente ou Comum
- Ambiente de área de trabalho gerenciada
- Serviços gerenciados da área de trabalho
- Ambiente de área de trabalho padrão
- Configuração de desktop padrão
- Ambiente operacional não gerenciado
- "Imagem padrão"

Os administradores geralmente implementam o SOE como uma imagem de disco padrão para implantação em massa em vários computadores em uma organização. Os SOEs podem incluir o sistema operacional básico, uma configuração personalizada, aplicativos padrões usados em uma organização, atualizações de software e service packs. Um SOE pode ser aplicado a servidores, desktops, laptops, thin clients e dispositivos móveis.
A principal vantagem de um SOE em um ambiente de corporativo é a redução no custo e no tempo gasto para implantar, configurar, manter, suportar e gerenciar computadores. Ao padronizar as plataformas de hardware e software usadas em uma organização, um departamento de TI ou provedor de serviços pode implantar novos computadores e corrigir problemas rapidamente com os computadores existentes. Uma solução padronizada, repetitiva e automatizada cria um ambiente conhecido, esperado e suportável. Uma solução padronizada garante a manutenção de resultados conhecidos, com automação promovendo velocidade, repetibilidade e padronização.
A introdução do traga seu próprio dispositivo (bring-your-own-device - BYOD) e o aumento significativo de dispositivos fornecidos pelos funcionários levaram muitas organizações a reconsiderar o uso de um SOE. Algumas implementaram um ambiente operacional não gerenciado no qual os usuários gerenciam e mantêm seus próprios dispositivos, sujeitos a políticas que impõem padrões mínimos.

## Exemplos
Existem muitos guias e ferramentas de implantação do Windows disponíveis pela Microsoft e por outros fornecedores. Muitas empresas se esforçam para criar suas próprias soluções de SOE usando o acelerador de solução Microsoft Business Desktop Deployment (BDD) ou o Microsoft Deployment Toolkit (MDT). No entanto, alguns não têm a capacidade de criar todos os recursos em uma única SOE e seus processos geralmente incluem etapas de configuração manual documentadas.
SOEs no Mac OS X, Linux e outros sistemas Unix e do tipo Unix podem ser criados simplesmente criando e implementando imagens de disco. Isto pode ser conseguido usando ferramentas como o Utilitário de Disco e o dd. Considerando que a implantação de uma imagem de disco proveniente de um sistema com hardware não idêntico resultará frequentemente em falha de inicialização com o Windows, o processo geralmente é alcançável em sistemas Unix com a ressalva de que os sistemas devem ser da mesma arquitetura de computador e os drivers precisarão ser instalados na imagem para todas as possíveis configurações de hardware. Como a Apple não possui fabricantes de computadores de terceiros, geralmente apenas os complementos de hardware são uma preocupação em relação aos drivers. No Linux, a maioria dos hardwares com suporte ao kernel pode ser detectada automaticamente. Os scripts de inicialização podem ser usados para configuração automatizada de pós-implantação.
Há também vários sistemas SOE específicos do fornecedor para várias distribuições do Linux e tipo Unix. Para o Solaris, o uso de scripts de jumpstart é mais frequente para facilitar a automação da configuração de parâmetros específicos para cada sistema. No Red Hat Enterprise Linux isso geralmente é feito usando scripts kickstart, existem produtos específicos para criar e gerenciar um SOE como o Red Hat Network Satellite Server, que evita o uso de espaço em disco e as dificuldades de manutenção do gerenciamento de imagens de disco.